# Florence Blanchard
Pour les articles homonymes, voir Blanchard et EMA.
Florence Blanchard, dite Ema, est une graffeuse et artiste peintre française. Née en 1977 à Montpellier, elle vit et travaille à Paris.

## Biographie
Une des toutes premières femmes actives dans le monde du graffiti français, elle adopte le nom ‘Ema’ au début des années 1990 et  se spécialise dans un premier temps dans le lettrage (calligraphie graffiti). Son travail atteint les murs et les trains du sud de la France, de Barcelone, de Paris ainsi que le reste de l’Europe, avant qu’il n’aille jusqu’aux États-Unis où elle résidera à New York pendant 10 ans.
Son départ à New York s’inscrit dans une démarche scientifique, identitaire et artistique. C’est le premier pas d’une longue recherche doctorale en biologie moléculaire à New York University - autre pan fondamental de sa vie (ses œuvres plastiques tirent parfois leur inspiration de ses travaux de recherche en biologie,). C’est aussi un retour dans une ville où elle a passé les premiers moments de sa vie et aux racines du mouvement hip-hop, «un idéal moral et artistique qui [lui] a servi de référence, étant adolescente».
Son implication dans la culture underground New Yorkaise et principalement de Brooklyn l'amène à diverses rencontres enrichissantes. Ema a collaboré avec un crew de breakdance japonais - en tant que danseuse. Elle participe aux événements clés du hip hop américain : BBoy BBQ à Philadelphie, l'anniversaire du Rock Steady Crew, et Harlem Hall of Fame à New York. Elle rencontre aussi le pionnier du cinéma expérimental Jonas Mekas. Mais, après avoir peint avec des légendes du genre, comme les graffeurs Lady Pink, et Smith elle s’éloigne du mouvement pour s'intéresser aux courants pop-surréaliste et abstrait.
Du graffiti, elle préserve cependant la bombe et le support mural. Qu’ils appartiennent à l’espace public, aux galeries ou aux particuliers, les murs extérieurs et intérieurs qu’Ema recouvre de son art sont dispersés à travers le continent nord-américain : San Francisco, Trenton, Philadelphie, Miami, New York. En parallèle, elle expose dans les grandes capitales  à New York, Paris, Berlin, Los Angeles. En 2010  Elle participe au projet Underbelly New York, à la TED Women conference à Washington et à Art Basel Miami Beach. Elle se distingue dans le monde du street art par le 'Dropman', un personnage en forme de goutte qu'elle aime dessiner, couper et coller sur les murs parisiens, londoniens ou encore new-yorkais.

## Expositions
- Galerie Voskel, Paris, avril – mai 2011
- Recoat Gallery, Glasgow, septembre – octobre 2011
- B&B Gallery, Sheffield – novembre 2014